# آروسر وایشورن
آروسر وایشورن (به لاتین: Aroser Weisshorn) یک کوه در سوئیس است که در کانتون گراوبوندن واقع شده‌است. آروسر وایشورن ۲٬۶۵۳ متر بالاتر از سطح دریا واقع شده‌است.